# Charaułachskij chriebiet
Charaułachskij chriebiet (ros. Хараулахский хребет) – pasmo górskie w azjatyckiej części Rosji, w Jakucji; najbardziej na północ wysunięta część Gór Wierchojańskich. Od południa graniczy z pasmami Dżardżanskij chriebiet i Orułgan,  od wschodu z doliną rzeki Chara-Ułach, za którą znajduje się pasmo Primorskij chriebiet, a od zachodu z pasmem Tuora-Sis, za którym znajduje się dolina rzeki Lena. 
Długość pasma wynosi około 210 km. Najwyższy szczyt (bez nazwy) ma wysokość 1429 m n.p.m.. 
Pasmo zbudowane z piaskowców, mułowców, łupków; poprzecinane dolinami dopływów Leny. Roślinność tundrowa, w dolinach tajga modrzewiowa
Zachodnie zbocza północnej części pasma obejmuje Rezerwat Ujścia Leny.